# Han Ryner

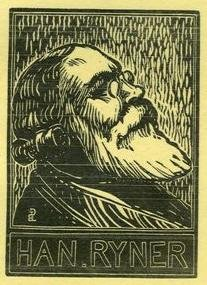
Han Ryner

Han Ryner (* 7. Dezember 1861 in Nemours, Provinz Oran, Algerien als Jacques Élie Henri Ambroise Ner; † 6. Januar 1938 in Paris) war ein französischer gewaltfreier Anarchist und Individualist. Er war Antimilitarist, Vegetarier und Anhänger der freien Liebe und der Freikörperkultur. Ryner war Lehrer, Poet, Journalist und Philosoph.

## Leben
Han Ryner stammte aus bescheidenen Verhältnissen, sein Vater war Angestellter der Post und seine Mutter Lehrerin. Ryner studierte und machte einen Abschluss in Philosophie. Zunächst war er sehr religiös, erst nach dem Tod seiner Mutter brach er mit der Religion, wurde Freimaurer und befasste sich mit sozialen Ideen.
Kurz nach der Geburt von Ryner verließ die Familie Ner Algerien und ließ sich in der Provence nieder. Sie lebten in dem Dorf Rognac in der Nähe von Aix-en-Provence.
Zunächst arbeitete Ryner an verschiedenen Schulen als Lehrer, vor allem in der Stadt Sisteron. Als im Jahre 1884 in dem Dorf Les Omergies eine regionale Cholera-Epidemie ausbrach und die Behörden untätig blieben, organisierte er Hilfe für die Opfer.
Er nahm im Jahre 1896 das Pseudonym Han Ryner an und begann seine journalistische Arbeit in und für anarchistische Zirkel. Er wurde Chefredakteur der Zeitschrift Demain und arbeitete für zahlreiche Zeitungen und Zeitschriften: L’Art social, L’Humanité Nouvelle, L’Ennemi du Peuple, L’Idée libre, L'En dehors und L’Unique. Im Jahre 1895 ging er als Professor der Philosophie nach Paris.
Ryner setzte sich immer wieder für Menschen ein, die von staatlicher Repression betroffenen waren. Während der Dreyfus-Affäre im Jahr 1894 engagierte er sich für den jüdischen Hauptmann Alfred Dreyfus. Am Vorabend des Ersten Weltkrieges wurde er zum Pazifisten und setzte sich für die Kriegsdienstverweigerung während des Krieges ein. Auch nach dem Krieg kämpfte er bis zu seinem Tode für die Anerkennung der Kriegsdienstverweigerung aus Gewissensgründen. In den 1920er Jahren setzte er sich für die italienischen Einwanderer, Gewerkschafter und Anarchisten Sacco und Vanzetti ein, die in den USA inhaftiert und zum Tode verurteilt worden waren.

## Philosophie
Das philosophische Denken von Ryner ist sehr stark von der Antike beeinflusst, vor allem von den Stoikern. Ryner fordert eine Weisheit, die dazu führt, das Unvermeidliche zu akzeptieren – das, was nicht verändert oder besiegt werden kann. Der Einzelne muss – so Ryner – bestimmte Formen der Unterdrückung, die im Zusammenhang mit der sozialen Natur des Menschen stehen, akzeptieren. So tritt er als Individualist für die innere Befreiung des Menschen ein und nicht für die soziale und kollektive Revolution. Die Menschen sollen für sich handeln und sich so weit wie möglich aus den äußeren Konditionen frei machen. Der Mensch soll auf seine eigenen Bedürfnisse und Impulse achten und nur dann gehorchen, wenn seine eigene Individualität auf dem Spiel steht. Seinen Individualismus bezeichnete Ryner als einen „harmonischen Individualismus“, den er von einem „egoistischen Individualismus“ oder einem Individualismus, der auf der Beherrschung anderer basierte, unterschied. Letztere lehnte er im Namen seiner Ethik und seines Humanismus ab.

## Werke (Auswahl)
- Le Crime d'obéir (1900)
- L'Homme fourmi, Roman (1901)
- Les Pacifiques (1914 – dt. Nelti., Gilde freiheitlicher Bücherfreunde, übersetzt von Augustin Souchy, 1930; Neuausgabe mit einem Nachwort von Jürgen Mümken. Edition AV. Lich 2008. ISBN 978-3-86841-006-8.)
- Le Père Diogène (1915–1935)
- Le Sphinx rouge (1918)
- Bouche d'or, patron des pacifistes (1934)
- Les Voyages de Psychodore, philosophe cynique (1903 – dt. Psychodors Wanderschaft, Wolkenwanderer Verlag, übersetzt von Fred Antoine Angermayer, 1924)
- Gespräche mit Peterchen (1920), Fragmente aus dem Roman Ce qui meurt, übersetzt von Anna Nussbaum (Erste dt. Ausgabe eines Werkes von Han Ryner)